# Miguel Flores
Miguel Flores Espinoza (11. oktober 1920 - 15. januar 2002) var en chilensk fodboldspiller (forsvarer). Han spillede for Universidad de Chile og for Chiles landshold. Han var med i den chilenske trup til VM 1950 i Brasilien, men kom dog ikke på banen i turneringen, hvor chilenerne blev slået ud efter det indledende gruppespil. Han spillede til gengæld flere kampe ved de sydamerikanske mesterskaber.